# Paul Hein (Manager)
Paul Johannes Hein (* 26. Juni 1865 in Wanne; † 1945) war ein deutscher Kaufmann, Bergwerks-Generaldirektor, Mitglied und Generalbevollmächtigter des Grubenvorstandes der Gewerkschaft des Steinkohlenbergwerkes Langenbrahm in Essen und Handelsgerichtsrat beim Landgericht in Essen.

## Herkunft und Familie
Paul Hein kam als Sohn des Johannes Bernhard Hein, Kommunalwegebaumeisters in Herne, und dessen Ehefrau Marie Christine Hein, geb. Moers, zur Welt. Er war seit dem Jahre 1891 mit Emilie Emma Christine Thiel verheiratet. Das Ehepaar hatte einen Sohn, der Walther hieß.

## Berufsleben
Paul Hein trat nach der Reifeprüfung an der Kgl. Gewerbeschule in Bochum am 1. Januar 1892 als kaufmännischer Lehrling bei der Gewerkschaft des Steinkohlenbergwerks Friedrich der Große in Herne ein und übernahm dort am 15. April 1884 die Kassen- und Buchführung. Er diente dann als Einjährig-Freiwilliger beim 1. Westfälischen Feldartillerie-Regiment Nr. 7 in Wesel und wurde am 1. Oktober 1886 als Bürovorsteher und Vertreter des Direktors bei der Gewerkschaft Langenbrahm in Essen angestellt. Im September 1891 wurde er deren Direktor und 1917 Generaldirektor und Mitglied des Grubenvorstandes.
Paul Hein war Vorsitzender  des Aufsichtsrats  der Deutschen Patent-Wärmeschutz-A.G. (Dortmund), Stellvertretender Aufsichtsratsvorsitzender der Stöck & Fischer G.m.b.H. (Mainz), Vorsitzender des Aufsichtsrats der Aug. Menge G.m.b.H. (Hannover), Mitglied des Beirats der Kohlenhandelsgesellschaft Glückauf, Abt. Beck & Co. (Kassel), Geschäftsführer der Langenbrahm-Fortsetzung-Kohlenhandelsgesellschaft m. b. H. (Essen) sowie Repräsentant der Gewerkschaft Stein III., Stein IV., Stein VIII., Stein XII. und Julius VII. in Lippramsdorf bei Haltern.
Die Gewerkschaft des Steinkohlenbergwerkes Langenbrahm war eine der ältesten Bergwerksunternehmungen des rheinisch-westfälischen Bezirks und eine der bekanntesten und bedeutendsten unter den Anthrazit fördernden Gruben.

## Öffentliche Ämter
Vor Eingemeindung der Gemeinde Rüttenscheid nach Essen war Hein unbesoldeter Beigeordneter, Mitglied des Gemeinderats und Bürgermeisterrats sowie des Kreistages und Kreisausschusses, nach deren Eingemeindung war er bis 1918 Mitglied des Stadtverordnetenkollegiums und mehrerer Deputationen und Kommissionen.

## Orden und Auszeichnungen
- Kgl.-Preußischer Roter-Adler-Orden IV. Klasse
- Verdienstkreuz für Kriegshilfe